# Smok na piedestale
Smok na piedestale (tyt. oryg. Dragon on a Pedestal) – siódmy tom cyklu Xanth amerykańskiego pisarza Piersa Anthony’ego. Po raz pierwszy ukazał się w 1983 roku, w Polsce przetłumaczony przez Zbigniewa A. Królickiego i wydany przez Dom Wydawniczy „Rebis” w 1993 roku.